# Балука, Эдмунд
Эдмунд Балука (пол. Edmund Bałuka; 4 июня 1933, Махновка — 8 января 2015, Варшава) — польский рабочий, профсоюзный деятель и политик, демократический социалист, диссидент времён ПНР. Один из лидеров рабочего протеста в Щецине 1970/1971. В 1973—1981 и 1985—1989 — политэмигрант во Франции. Участник профдвижения Солидарность. Политзаключённый в 1981—1984. Основатель Польской социалистической партии труда. Соратник Мариана Юрчика по профсоюзу Солидарность 80.

## Происхождение, работа, ранние конфликты
Родился в крестьянской семье. Воспитывался на идеях социализма и традициях Польской социалистической партии (ППС). Наследовал идейные традиции семьи, был убеждённым демократическим социалистом.
После окончания общеобразовательной школы учился в Морской академии Гдыни. Был мотористом на кораблях торгового и рыболовецкого флота, моряком Польских океанских линий.
С ранней молодости Эдмунд Балука имел проблемы с властями ПНР. В октябре 1955 был осуждён за драку в пивной с армейским офицером и милиционером. Отбыл в заключении 9 месяцев. Вторично был осуждён в 1956, когда попытался нелегально эмигрировать, но был схвачен чехословацкими пограничниками и передан польским властям. Более года провёл в заключении, работал в шахте.
В 1957 Эдмунд Балука обосновался в Щецине, до 1972 работал слесарем и крановщиком на судоверфи имени Варского.

## Вожак щецинских протестов
В декабре 1970 Эдмунд Балука выдвинулся в вожаки рабочего протеста в Щецине. Состоял в городском забастовочном комитете. Щецинские протесты отличались особой жёсткостью, чему способствовала позиция местного первого секретаря комитета ПОРП Антония Валашека и коменданта милиции Юлиана Урантувки. Балука участвовал в массовых выступлениях, вылившихся в уличное насилие, сожжение комитета ПОРП, атаку на милицейскую комендатуру и расстрел протестующих.
В январе 1971 Эдмунд Балука организовал и возглавил новую волну забастовок. Руководил траурной демонстрацией с требованием наказания виновных в декабрьском расстреле. Сложился круг радикальных активистов, которых называли «балуковцами». Главную роль в этой группе играли рабочие судоверфи имени Варского Адам Ульфик, Владислав Токарский, Богдан Голашевский. Двое первых были заместителями Балуки в забастовочном комитете. Ульфик — организатор охраны и безопасности бастующей верфи — характеризовался в рапорте Службы госбезопасности как «фанатично преданный Балуке».
После прибытия в Щецин партийно-правительственной делегации Балука в течение девяти часов вёл переговоры с первым секретарём ЦК ПОРП Эдвардом Гереком, премьер-министром ПНР Петром Ярошевичем, министром внутренних дел Францишеком Шляхцицем и министром обороны Войцехом Ярузельским. Эта встреча на щецинской судоверфи была записана на видео, запись легла в основу британского документального фильма Три дня в Щецине. Переговоры рабочего Эдмунда Балуки с партийно-государственными руководителями предвосхитили события 1980 года, когда забастовщики, в том числе щецинские, вынудили ПОРП к подписанию соглашений Августовских соглашений.
В 1972 Балука стал председателем щецинского профсоюза металлистов. На съезде официальных профсоюзов он единственный голосовал против принятия устава, в котором содержался пункт о подчинении профсоюзов коммунистической партии. Над Балукой, находившимся под плотным наблюдением госбезопасности, нависла угроза физической расправы. После гибели Богдана Голашевского и покушения на Адама Ульфика опасность стала явной и очевидной.

## Левый эмигрант
В 1973 Балука через Испанию, Грецию, Бельгию и Великобританию нелегально перебрался во Францию на борту теплохода Siekierki. Впоследствии выяснилось, что побег был, втайне от самого Балуки, санкционирован руководством МВД, решившим бескровно избавиться от рабочего диссидента.
Эдмунд Балука обосновался в Париже, вступил в брак с Франсуазой Бретон. Журналистка Франсуаза Бретон-Балука стала ближайшей политической соратницей мужа.
Побег Балуки, его публичные выступления, интервью Радио «Свободная Европа» вызвали широкий общественный резонанс. Орган Французской компартии L’Humanité требовал депортации Балуки.
Во Франции Балука сблизился с ультралевыми политическими активистами троцкистского толка, активными в левосоциалистическом крыле профсоюзной конфедерации Confédération Générale du Travail — Force Ouvrière. Издавал на польском языке бюллетень Szerszeń, который нелегально переправлялся в Польшу. Участвовал в акциях солидарности с народами Восточной Европы, в том числе в митинге 29 июня 1976 года против репрессий в Польше. Выступал в поддержку советского горного инженера Владимира Клебанова, подвергнутого репрессиям за организацию свободного профсоюза в Донбассе.
В марте 1980 Эдмунд Балука с группой единомышленников основал в Париже Польскую социалистическую партию труда (PSPP). Программа PSPP требовала ликвидации политической монополии ПОРП, независимости Польши от СССР и вывода советских войск с польской территории, роспуска репрессивных структур МВД ПНР, введения гражданских и политических свобод, гарантии прав трудящихся на профсоюзы и забастовки, создания рабочих советов на предприятиях, нового избирательного законодательства, невмешательства армии и милиции в политический процесс, автономии университетов, отмены неравноправных договоров Польши с СССР и решений Тегеранской, Ялтинской и Потсдамской конференций, ущемляющих интересы Польши. Официальная пропаганда ПНР обвиняла PSPP в троцкизме и национализме одновременно.

## Возвращение к «Солидарности»
Летом 1980 в Польше начался мощный подъём забастовочного движения, приведший к созданию профобъединения Солидарность. Балука решил вернуться на родину, но не имел для этого легальной возможности. В апреле 1981 он сумел пробраться в Польшу с изменённой внешностью и по фальшивому французскому паспорту на имя Пьера Анри Франсуа Барона.
Скрывался в Щецине на судоверфи имени Варского. Примыкал к «Солидарности». Были созданы несколько подпольных групп PSPP, действовавших до 1984 года. Однако лидерской и организаторской роли в рабочем движении Щецина он уже не играл — щецинский профцентр «Солидарности» возглавлял Мариан Юрчик, известный Балуке по событиям десятилетней давности.
Летом 1981 Балука легализовался и официально устроился рабочим судоверфи. Вёл активную профсоюзную деятельность, отстаивая текущие интересы рабочих. Балука вновь оказался под пристальным наблюдением СБ ПНР, разработка находилась на личном контроле министра внутренних дел Чеслава Кищака.

## Арест и заключение. Повторная эмиграция
При военном положении Эдмунд Балука был интернирован, затем арестован и осуждён на пять лет заключения по обвинению в создании «троцкистской организации» и попытке насильственного свержения режима. На суде Балука держался твёрдо и вызывающе:

Я сильный враг сегодняшней власти в Польше и Кремле.

В защиту Эдмунда Балуки поднялась международная кампания. Активную поддержку оказывали, в частности, Force Ouvriere и западноберлинская организация Towarzystwo Solidarność во главе с Эдвардом Климчаком.
В 1984 он был освобождён по амнистии и на следующий год выехал во Францию. Написал книгу Listy z więzienia — Письма из тюрьмы. Издавал французский вариант журнала Robotnik, публиковал материалы о польском рабочем движении и истории ППС.

## Повторное возвращение. Разочарование социалиста
Эдмунд Балука снова вернулся в Польшу в 1989 году, после нового подъёма протестного движения. Выступал против Круглого стола и договорённостей «Солидарности» с ПОРП, требовал суда над партийно-государственными руководителями, ответственными за репрессии. Поддерживал в этих вопросах бескомпромиссную линию Анджея Гвязды и Мариана Юрчика.
Примкнул к профсоюзу Солидарность 80 во главе с Марианом Юрчиком. Левый радикализм не мешал сотрудничеству Балуки с правым консерватором, католическим националистом Юрчиком в отстаивании интересов рабочих. Несмотря на особенности левых взглядов и близость с троцкистами, деятельность Эдмунда Балуки позволяла относить его к антикоммунистам.
Пользовался авторитетом и уважением, считался «человеком-легендой», но в практической политике роли не играл. Одобряя свержение коммунистического режима, в целом негативно относился к социальным и в особенности экономическим преобразованиям. Подчёркивал социалистический характер своих убеждений, но с горечью говорил об «исчезновении рабочего класса». В 2006 отказался принять от президента Леха Качиньского Орден Возрождения Польши.

## Кончина
Эдмунд Балука скончался в Варшаве в возрасте 81 года, через девять дней после кончины Мариана Юрчика. Похоронен на центральном кладбище Щецина.